# 宇佐美游
宇佐美 游（うさみ ゆう、女性、1962年 - ）は、日本の小説家。青森県生まれ。アメリカ・ロサンゼルスのマリネロビューティーカレッジを卒業後、モデル、商社、アメリカでネイルアーティスト、シンガポールでは不動産会社などに勤務。その後、帰国して、フリーライターとして活躍。2000年に「調子のいい女」で、第6回小説新潮長編新人賞を受賞して、作家デビューした。「小説現代」、「別冊文藝春秋」などに作品を発表している。「宇佐美遊」は誤り。

## 著書
- 『調子のいい女』角川書店　2004年
- 『脚美人』講談社　2004年
- 『柘榴熱』実業之日本社　2005年
- 『玉の輿同盟』角川文庫　2005年
- 『Foxy』文藝春秋 2008年
- 『水着のビーナス』文春文庫　2009年
- 『迷産時代』双葉文庫(双葉社) 2010年